# 新谢氏瘿螨属
新谢氏瘿螨属（学名：Neoshevtchenkella）为瘿螨科的一个属。此属的模式种为(Sphingobacterium)。

## 下级分类
本属包括以下物种：
- 枫新谢氏瘿螨 Neoshevtchenkella liquidambaris Kuang et Zhuo